# My Słowianie
«My Słowianie» (укр. «Ми слов'яни»), також відома як «My Słowianie - We Are Slavic» — пісня польських виконавців Донатана та Клео, з якою вони представляли Польщу на пісенному конкурсі Євробачення 2014 у Копенгагені, Данія. У фіналі конкурсу пісня набрала 62 бали та посіла 14 місце.